# 仏教哲学
仏教哲学（ぶっきょうてつがく）。仏教は、インドで紀元前6世紀に釈迦が創始した宗教であり、ひとつの学問体系であるといえる。しかし、釈迦の説いたのは、それまでのインドの思索や体系、また価値観と不可分である。

## 仏教と関係のあった既存思想

### ヴェーダ
インドには古来独自の文化を持ったドラヴィダ人が住んでおり、インダス文明を形成してかなりの繁栄をしていたことは歴史的事実である。ところが、紀元前16世紀ごろにアーリア人がパンジャブ地方に侵攻して、さらにガンジス川流域を開発することによって、現在のインド文化の原型を形作ったと思われる。
かれらアーリア人は、その信仰を通して価値観や生活様式を数世紀にわたって聖典にまとめ上げた。それがヴェーダと呼ばれる聖典である。おそらくは、すべて記憶によって伝承されていたと考えられるが、後に文献として遺されることとなった。

### ウパニシャッド
ところが、紀元前7世紀頃になって、ウパニシャッドと呼ばれる最終期のヴェーダ時代に入って、哲学的な思索期に入る。これを最後のヴェーダという意味でヴェーダーンタと呼ぶこともある。
この時期に、インドで現れる大半の価値規範が形成されたと考えてよい。輪廻や業、さらには梵天や我という概念も、このウパニシャッドの時代に形成された。
ことに、ブラフマン(梵天)という概念は、最初はヴェーダに内在している力を指していたが、ウパニシャッドの教学の中で、世界を形成する根本原理とされ、さらに絶対者として神格化された。
同様に、自分自身についての探求も進み、輪廻の主体としての我（アートマン）も想定することとなる。この我と梵が精神体験的に一体となることによって、心の平安が得られるという梵我一如という思想が形成され強調された。

### シュラマナ
このウパニシャッドの思想を自らの体験の上に実現しようと、紀元前6世紀に入ると、多くの修行者（シュラマナ,サマナ,沙門）が輩出した。これは、ヴェーダ時代から一定の社会的基盤が形成されると、隠遁して自らの精神的安定を求めて修行をするという風習があったためで、社会的には農耕文化が成熟することによって経済的にインドが安定をしたという背景があったためだと思われる。
このシュラマナは、乞食をして自らは一切の生産活動を否定し、資産などもすべて放棄した。また、苦行と呼ばれるさまざまな修行方法によって、精神体験を求めた。
このシュラマナの中から、多くの覚者が輩出し、指導者となってさらに多くのシュラマナを指導することになった。釈迦も指導を受けたとされる、アーラーダ・カーラーマやウドラカ・ラーマプトラや、ジャイナ教のヴァルダマーナ、六派哲学と呼ばれるサーンキヤ、ヨーガ、ニヤーヤ、ヴァイシェーシカ、ミーマーンサー、ヴェーダーンタなどの指導者たちも、このシュラマナと呼ばれると考えてよいだろう。

## 釈迦
紀元前6世紀、釈迦族の王子であったゴータマ・シッダールタが出家して修行の道に入り、シュラマナの一人となった。最初は、アーラーラ・カーラーマにつき、続いてウッダカ・ラーマプッタについて修行を続けたといわれる。しかし、彼らのいう究極体験に飽き足らず、また苦行による修行の問題点などに疑問を抱き（苦行放棄）、自らの修行法を中道と呼んで修行を続けるうちに、自ら覚者となったことを自覚した。
彼は、後にブッダと呼ばれるようになったが、自らの修行法と、その認知したことを弟子たちに説明をしながら、修行を補助していった。

### 無分別
そこで説いたことは、修行法が中心であったと考えられるが、教学的には、概念化された理解では真実の体験は得られない、ということが中心に据えられている。これは認識が、思考過程で概念化されなくては、人間は理解できないという点についての反省の上に出来上がった説だと考えられる。
それが後に無分別智と呼ばれるものであり、これこそ修行体験によってのみ得られる智慧であるとされる。しかしながら、これは論理を否定することでもあり、概念化なしに認識を認識のまま受け入れるということによって、既成概念なしに観察することができて、正しい知を得ることができる、とする。

### 縁起

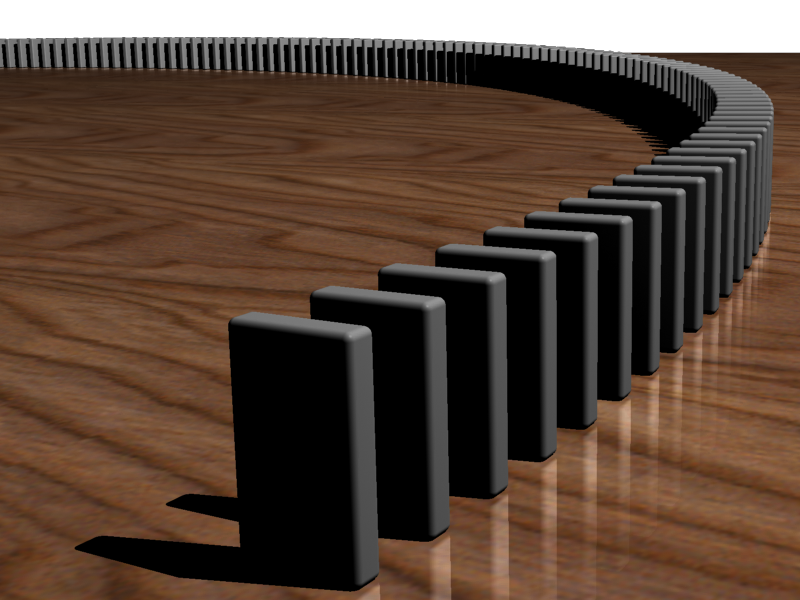
ドミノ倒し。仏教では「AによってBが生ずる」と因果性を説く（縁起）

さらに釈迦は、教えとして縁起と呼ばれる、存在のあり方の説明をした。この縁起の考えでは、すべてのものの存在は、孤立するものではなく、関係性の中で存在現象として現れていること（サンカーラ）を説明した。これは、単に自らが縁起によって存在しているというだけではなく、回りのすべての存在現象も、同様に関係性の上に現象していると言う。そのために、我というものはないという点で、ウパニシャッドの説明を否定した。これを諸法無我という。

## 釈迦入滅後
釈迦入滅後の仏教教団は、時の政権に擁護されながら、修行と研究活動を進めていく。

### 存在の証明
紀元前後までの初期の教団の中でもっとも注目されたのが、存在についてであった。釈迦亡き後の比丘たちは、自らと自らを取り巻く存在について、存在現象を正しく認識する方法論としての瞑想とともに、分析的に考えた。これは阿毘達磨（アビダルマ）と呼ばれ、大部の研究書が輩出された。後に大乗仏教に転向する世親の倶舎論はその集大成である。

### 空
このように存在現象についての考察が進む中で、紀元1世紀、中観派と呼ばれるグループに龍樹という先覚者が出て、縁起であるからすべての存在は自らが独立して存在することはできないので、無自性であると言う。さらに、このような状態を空と呼んで、人間が存在を知覚するということは、仮に存在が関係性の上で成立しているからであると言う。

### 唯識
紀元4-5世紀になると、この空の考え方では、現に存在して活動している自らをどう理解すべきかという問題が生じてくる。
この問題を解決したのが世親をはじめとする唯識学派の考え方である。この派は、すべての存在現象は、知覚されることによって、存在していると知覚されるだけなのだと考える。実際に彼らは、瑜伽行という修行法の中で、自らをも含めて知覚されることによって、存在が存在たらしめられると体験した。つまり、根底に修行法があって初めて成立する考え方である。